# Pelo suelto (película)
Pelo suelto es una película mexicana producida por el Grupo Galindo en 1991, su fecha de estreno fue el 20 de diciembre de ese año, está protagonizada por Gloria Trevi y Humberto Zurita. La película fue todo un éxito en taquilla en México debido a la gran popularidad de Gloria Trevi, recaudó 11 millones de dólares.

## Argumento
La historia empieza en un bar en Monterrey, donde se encuentra Gloria Trevi, una joven aspirante a cantante, sin embargo sin el apoyo de sus padres ni de nadie más, ella no puede llegar a cumplir sus sueños. Un día llega Greta, una afamada cantante que trata muy mal a Gloria y habla despectivamente del lugar y entonces Gloria se promete que cuando ella sea famosa jamás será arrogante con la gente humilde.
Por otro lado Gustavo es el dueño de la disquera GAT y no encuentra a la artista indicada para elevar las ganancias de su empresa y su situación empeorará cuando Greta, su medio de ganancias, le dice que quiere renunciar y continuar por su cuenta con su propia empresa. Ante esto, Gustavo se estresa y decide empezar a buscar talento en todos los bares y calles de México.
Mientras tanto Gloria decide dejar el bar para el cual había trabajado por tantos años e irse a la Ciudad de México a cumplir su sueño, sin embargo debe cuidar a Ricky, un niño que escapó de un secuestro realizado para una banda de secuestradores llamada "los robachicos", y que no dejarán de perseguir al niño hasta que éste les devuelva el disquete que se robó, el cual contiene la información del modus operandi de la organización.
Cuando Gloria llega a México no le será nada fácil hacerse famosa ya que en primer lugar, siendo ella pobre no le permiten entrar a GAT y cuando finalmente logra entrar resulta que Gustavo no se encuentra. Entonces Gloria pregunta donde puede estar él y el guardia le dice que se encuentra en Acapulco. Así que decide ir allá. Pero Gustavo no está en Acapulco sino que está en Monterrey y resulta que está buscando a Gloria porque Max, el dueño del bar, le dijo que ella es muy talentosa y también a Gustavo le gusta la música de ella y tras oír un casete de Gloria en el bar, sabe que ella será su próximo gran lanzamiento.
Por casualidad coinciden en Acapulco y justamente en el festival de música en el que se pensaba que GAT no participaría por haber perdido a Greta, Gloria aparece e impresiona a la multitud y logra alcanzar su sueño, pero Gloria y Gustavo deben acabar con "Los robachicos", quienes secuestran a Ricky para quitarle el disquete.
Cuando finalmente los capturan, Gustavo le da a Gloria un contrato con GAT y al final interpreta "Pelo suelto" en un concierto.

## Elenco
- Gloria Trevi es Gloria Trevi.
- Humberto Zurita es Gustavo.
- Regino Herrera es Zach.
- Sergio Jiménez es Max.
- Enrique Legarreta es niño Ricky.
- Jorge Patiño es Santiago.
- Patricia Álvarez es Greta.
- Eduardo García es Eduardo

## Canciones
- «¡Ya no!»
- «Que voy a hacer sin él»
- «Hoy me iré de casa»
- «Dr. Psiquiatra»
- «Agárrate»
- «Pelo suelto»

La película recaudo $154,220,000.00 (11 MDD) solo en México y $210,300,000.00 (15 MDD) a nivel mundial.